# Fufu (filme de 1953)
Fufu (夫婦, Fūfu, lit. "casal") é um filme de comédia dramática japonês de 1953 dirigido por Mikio Naruse.

## Sinopse
Como a futura esposa de seu irmão logo se mudará para a casa da família, Kikuko e seu marido Isaku são forçados a procurar uma nova casa para ficarem. Eles se mudam para a casa do colega de Isaku, Ryota, que acaba de perder sua esposa. Kikuko e o espontâneo e emocional Ryota desenvolvem uma afeição um pelo outro, para grande preocupação do bastante desapegado e distanciado Isaku. Kikuko e Isaku finalmente se mudam para um novo quarto cuja senhoria só aceita inquilinos sem filhos. Quando Kikuko admite ao marido que está grávida, ele tenta convencê-la a fazer um aborto. Kikuko primeiro obedece ao marido, mas depois acaba recusando, e Isaku acaba por concordar em ter o filho, mesmo que a decisão deles torne as coisas mais difíceis.

## Elenco
- Yoko Sugi como Kikuko
- Ken Uehara como Isaku
- Rentarō Mikuni como Ryota
- Keiju Kobayashi como Shigekichi, irmão de Kikuko
- Mariko Okada como Kumiko, irmã de Kikuko
- Kamatari Fujiwara como pai de Kikuko
- Hisako Takihana como mãe de Kikuko
- Chieko Nakakita como Sra. Akamatsu
- Eiko Miyoshi como dona da pensão

## Temas

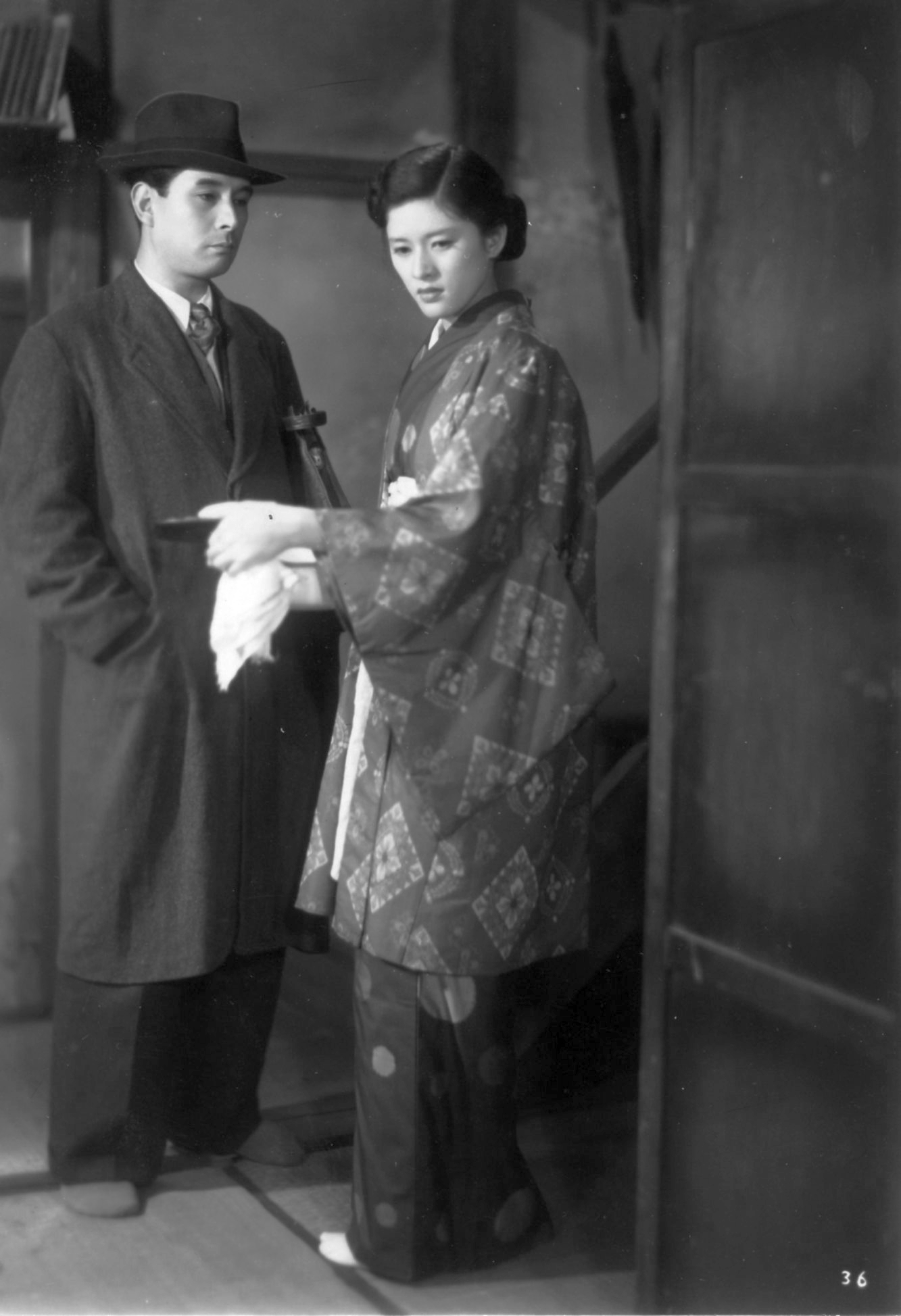
Ken Uehara e Yoko Sugi em Fufu

Assim como outros filmes de Naruse desse período, notadamente Meshi e Tsuma, o temas abordados em Fufu envolvem um cônjuge preso ao outro, e, outro assunto recorrente nos filmes do diretor, é um personagem lidar com novos desafios e testar sua força diante das situações. Fufu foi o único papel principal que a atriz Yōko Sugi teve em um filme de Naruse, desempenhando um papel originalmente planejado para Setsuko Hara.

## Recepção
O crítico da Slant Magazine, Keith Uhlich, deu a Fufu 3,5 de 4 estrelas no total, descrevendo-o como um cenário de "e se?", especificando melhor, "e se Charlie Chaplin e Buster Keaton fossem trancados juntos em um quarto e forçados a brigar por Mary Pickford?", uma cena que evidencia essa analogia é quando os protagonistas visitam um espetáculo de uma encenação de Chaplin. Segundo Uhlich, o tema do filme é a jornada rumo à “reconciliação das contradições inerentes ao ser humano”.

## Legado
Fufu foi exibido nos EUA (incluindo o Museu de Arte Moderna de Nova York) como parte de uma retrospectiva sobre as obras de Naruse em 1985, organizada pelo Kawakita Memorial Film Institute e o estudioso de cinema Audie Bock.